# 阳盖伞属
阳盖伞属（学名：Heliocybe）是多孔菌科下的一个属。本属由S.A.Redhead 和J.H.Ginns于1985年设立，只有沟纹阳盖伞（Heliocybe sulcata (Berk.) Redhead & Ginns）一种。

## 下属物种
本属包括以下物种：
- 沟纹阳盖伞 Heliocybe sulcata (Berk.) Redhead & Ginns